# Mohamed Amine Aoudia
Mohamed Amine Aoudia (arabisch محمد أمين عودية; * 6. Juni 1987 in El Harrach, Algier) ist ein ehemaliger algerischer Fußballspieler.

## Karriere

### Im Verein
Aoudia debütierte in der Saison 2005/06 für den algerischen Erstligisten CR Belouizdad. Im Sommer 2008 wechselte er zum Ligakonkurrenten USM Annaba. Danach schloss sich Aoudia zur Spielzeit 2009/10 dem amtierenden Vize-Meister JS Kabylie an, für den er eineinhalb Jahre lang die Fußballschuhe schnürrte. Anschließend folgte ein halbjähriges Engagement beim ägyptischen Erstligisten Zamalek SC. Seit der Saison 2011/12 spielt Aoudia für den algerischen Spitzenclub ES Sétif, mit dem er im ersten Jahr das nationale Double holte und in der darauffolgenden Spielzeit die algerische Meisterschaft gewann. Im Juli 2013 unterzeichnete Aoudia einen Zweijahresvertrag beim deutschen Zweitligisten Dynamo Dresden. Mit sechs Toren in 15 Spielen avancierte er zum besten Dresdner Torschützen der Hinrunde 2013/14. Im Februar 2014 zog Aoudia sich einen Kreuzbandriss zu und fiel für den Rest der Saison aus. Nach einer weiteren Station beim FSV Frankfurt kehrte er in die algerische Liga zurück und spielte für USM Algier und CS Constantine. Seitdem ist kein neuer Verein bekannt.

### Nationalmannschaft
Am 17. November 2010 gab Aoudia sein Debüt in der algerischen Nationalmannschaft, als er beim Freundschaftsspiel gegen Luxemburg in der 75. Spielminute für Karim Ziani eingewechselt wurde.

## Erfolge
- Algerischer Meister: 2012, 2013, 2016
- Algerischer Pokalsieger: 2011, 2012